# 多瑙斯特雷達區

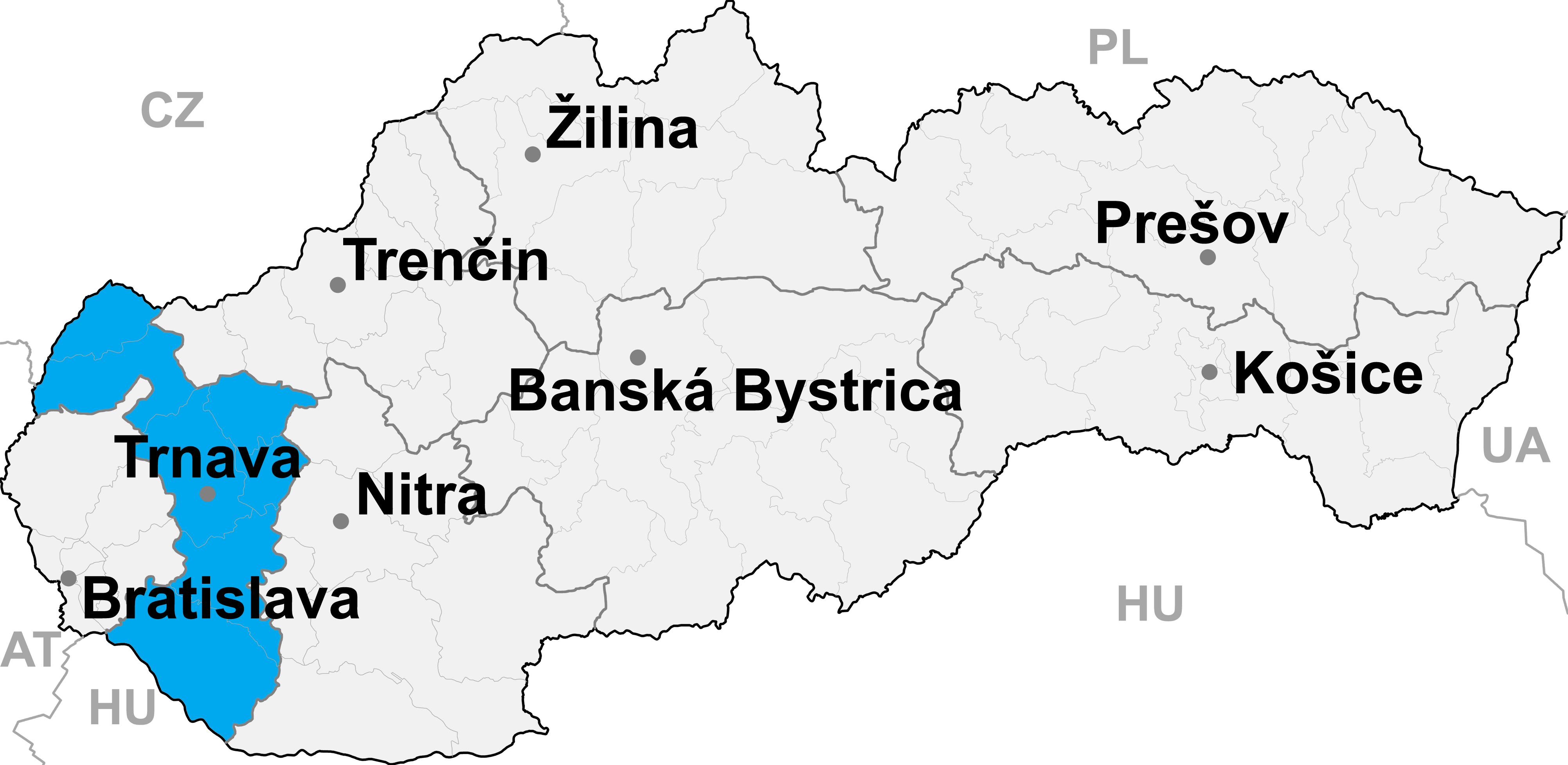

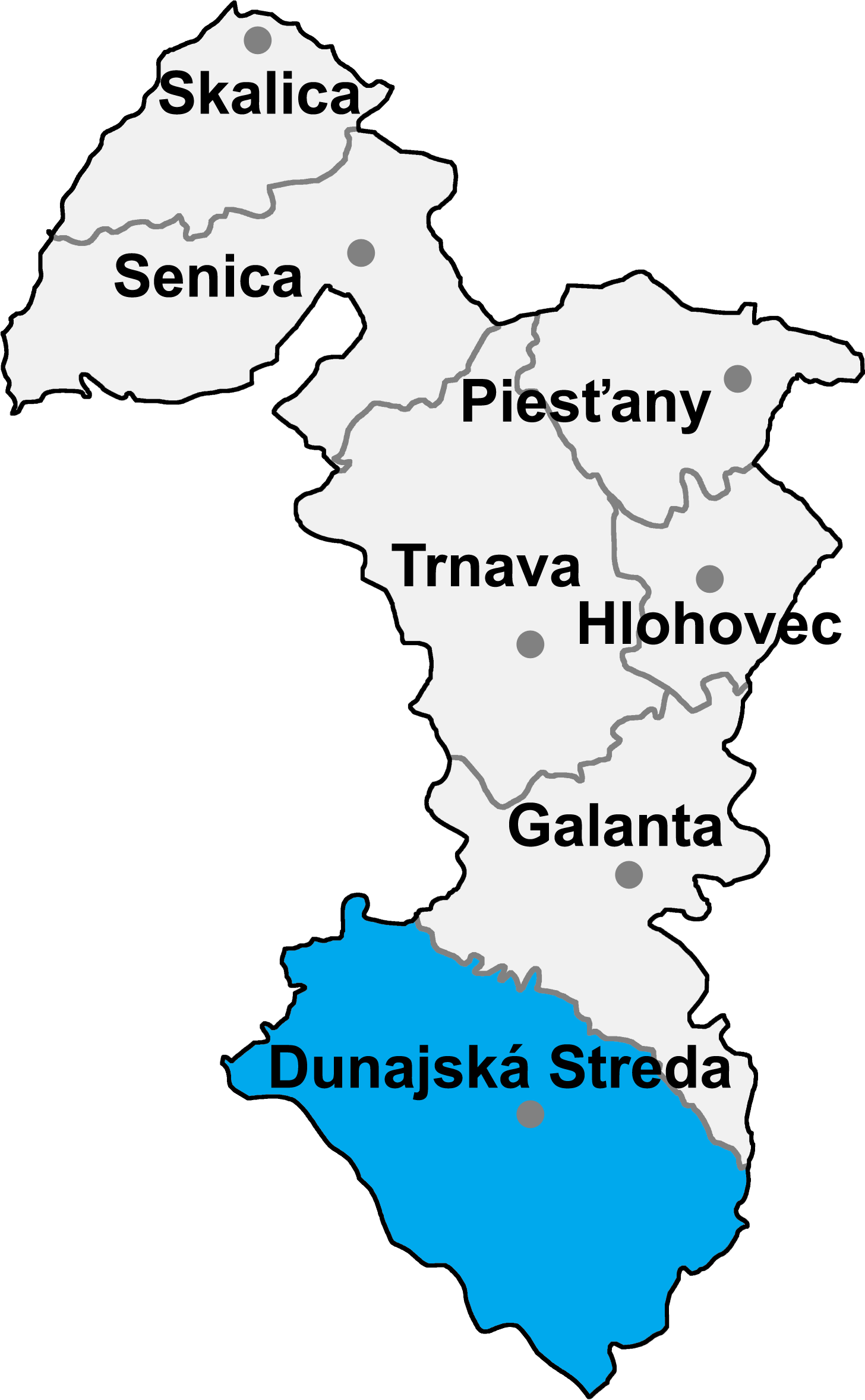

47°59′33″N 17°37′1″E / 47.99250°N 17.61694°E
多瑙斯特雷達區，是斯洛伐克的一個區，位於該國西部，由特爾納瓦州負責管轄，面積1,075平方公里，2004年該區人口114,217，人口密度每平方公里110人。